# Díván

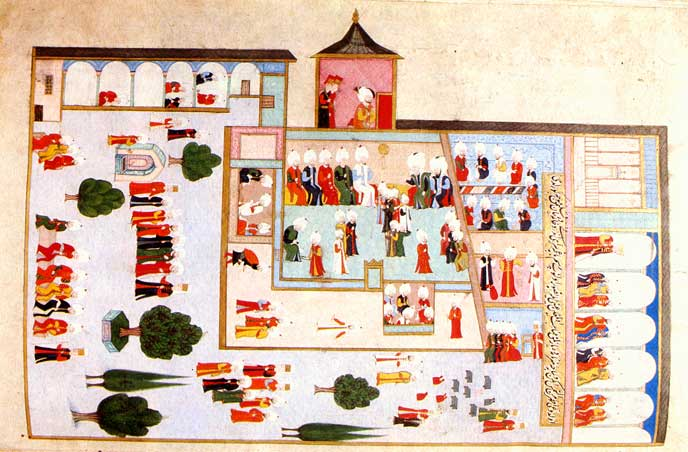
A díván épülete a Topkapı palota második udvarában, 1584. A szultán egy fülkéből, rács mögül hallgatja a tanácskozást (fent)

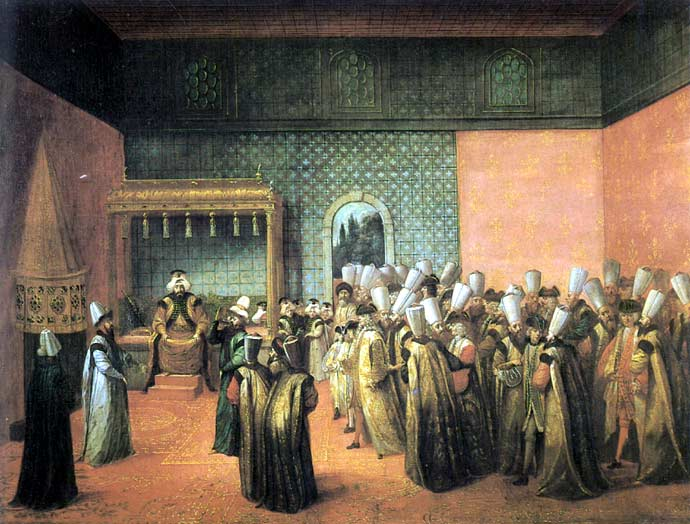
III. Ahmed szultán 1724. október 10-én fogadja a francia nagykövetet (van Mour festménye)

A díván jelentése törökül tanács, gyülekezés, elsősorban pedig államtanács. A szultáni szerájban ülésező államtanácsnak vagy birodalmi tanácsnak tagjai voltak a vezírek, hadbírók és miniszterek. A díván elnöke a nagyvezír volt. Dívánjuk, vagyis tanácsuk volt még a helytartó pasáknak, a kapudán pasának és a janicsár agáknak is. 

## Típusai
- afak díváni, szó szerint láb, vagyis álló tanács, főleg háborúk idejében,
- galaba díván, a sokaság tanácskozása, közgyűlés,
- hász díván, amelyen csakis az előkelők, vagyis a miniszterek vettek részt,
- díváni humájun, császári tanácskozás, vagyis a padisah elnöklete alatt folyó titkos tanács,
- díváni hárb, haditanács
- díváni kálemi, az a hivatalos helyiség, ahol a nagyvezír rendeletei készülnek,
- díván durmak, tanácsot állni, vagyis tanács előtt megjelenni. Főleg alantasabb hivatalnokokra, szolgákra alkalmazták, akik mellükön összetett kézzel hallgatják meg azok parancsait.

A tanácsterem neve díván háne, háború idejében esetleg sátor is lehetett. 
A díván szó mai modernebb értelme: törvényszék, ítélőszék. Díván afendiszi, a tanács efendije, az a hivatalnok, aki titkári minőségben akár a miniszterek, akár a kerületi kormányzók (váli) mellett működik.

## Kapcsolódó szócikk
- Szultáni szeráj
- Török porta